# 김해빈
김해빈(2000년 3월 1일 ~ )은 대한민국의 배구 선수이자, 2020년 현재 GS칼텍스 서울 KIXX 배구단 선수이다. 강릉여자고등학교를 졸업하고 18-19 시즌 드래프트에서 기업은행의 3라운드 2순위 지명을 받고 임명한다. 이후 트레이드로 문지윤과 함께 GS칼텍스로 이적한다. 